# 잇츠 쇼타임 (텔레비전 프로그램)
《잇츠 쇼타임》(It’s Showtime)는 필리핀의 버라이어티 쇼이다.

## 사회자
- 바이스 간다
- 봉 나바로
- 앤 커티스